# Sénégal aux Jeux olympiques d'été de 2020
Le Sénégal participe aux Jeux olympiques d'été de 2020 à Tokyo au Japon du 23 juillet au 8 août 2021. Il s'agit de sa 14e participation à des Jeux d'été.
Le Comité international olympique autorise à partir de ces Jeux à ce que les délégations présentent deux porte-drapeaux, une femme et un homme, pour la cérémonie d'ouverture. La nageuse Jeanne Boutbien et le judoka Mbagnick Ndiaye sont nommés porte-drapeaux de la délégation sénégalaise.

## Athlètes engagés
| Sport           | Hommes | Femmes | Total |
| --------------- | ------ | ------ | ----- |
| Athlétisme      | 1      | 0      | 1     |
| Canoë-kayak     | 1      | 0      | 1     |
| Escrime         | 0      | 1      | 1     |
| Judo            | 1      | 0      | 1     |
| Lutte           | 1      | 0      | 1     |
| Natation        | 1      | 1      | 2     |
| Tennis de table | 1      | 0      | 1     |
| Tir             | 0      | 1      | 1     |
| Total           | 6      | 3      | 9     |

## Résultats

### Athlétisme
| Athlète              | Épreuve              | Séries  | Séries | Demi-finales | Demi-finales | Finale  | Finale  |
| Athlète              | Épreuve              | Temps   | Rang   | Temps        | Rang         | Temps   | Rang    |
| -------------------- | -------------------- | ------- | ------ | ------------ | ------------ | ------- | ------- |
| Louis François Mendy | 110 m haies masculin | 13 s 84 | 7e     | Éliminé      | Éliminé      | Éliminé | Éliminé |

### Canoë-kayak
| Athlète             | Compétition | Séries   | Séries | Séries   | Séries | Séries   | Séries | Demi-finales | Demi-finales | Finale  | Finale  |
| Athlète             | Compétition | Course 1 | Rang   | Course 2 | Rang   | Meilleur | Rang   | Temps        | Rang         | Temps   | Rang    |
| ------------------- | ----------- | -------- | ------ | -------- | ------ | -------- | ------ | ------------ | ------------ | ------- | ------- |
| Jean-Pierre Bourhis | C1 hommes   | 111 s 16 | 14e    | 110 s 93 | 16e    | 110 s 93 | 17e    | Éliminé      | Éliminé      | Éliminé | Éliminé |

### Escrime
L'épéiste Ndeye Binta Diongue se qualifie en battant la sud-africaine Juliana Barrett (15-9) en finale du tournoi de qualification olympique africain organisé au Caire en avril 2021. Elle s'incline au premier tour face à la vice-championne du monde en titre Lin Sheng (15-6).
| Athlète             | Compétition       | 1/32e de finale        | 1/16e de finale  | 1/8e de finale   | Quarts de finale | Demi-finales     | Finale Match pour la médaille de bronze Matchs de classement 5-8 | Rang     |
| Athlète             | Compétition       | Adversaire Score       | Adversaire Score | Adversaire Score | Adversaire Score | Adversaire Score | Adversaire Score                                                 | Rang     |
| ------------------- | ----------------- | ---------------------- | ---------------- | ---------------- | ---------------- | ---------------- | ---------------------------------------------------------------- | -------- |
| Ndeye Binta Diongue | Épée individuelle | Lin Sheng Défaite 6-15 | Éliminée         | Éliminée         | Éliminée         | Éliminée         | Éliminée                                                         | Éliminée |

### Judo
| Athlète         | Compétition           | 1er tour            | 2e tour               | Quart de finale     | Demi-finale         | Repêchage 1         | Repêchage 2         | Finale              | Rang    |
| Athlète         | Compétition           | Adversaire Résultat | Adversaire Résultat   | Adversaire Résultat | Adversaire Résultat | Adversaire Résultat | Adversaire Résultat | Adversaire Résultat | Rang    |
| --------------- | --------------------- | ------------------- | --------------------- | ------------------- | ------------------- | ------------------- | ------------------- | ------------------- | ------- |
| Mbagnick Ndiaye | Plus de 100 kg hommes | Exempté             | Bashaev Défaite 00-10 | Éliminé             | Éliminé             | Éliminé             | Éliminé             | Éliminé             | Éliminé |

### Lutte
Adama Diatta se qualifie pour ses troisièmes jeux olympiques en remportant le tournoi de qualification Afrique-Océanie, organisé en Tunisie en mars 2021. Le nonuple champion d'Afrique monte de catégorie et concourt en moins de 65kg.
Au premier tour, il s'incline face à l'azerbaïdjanais Haji Aliyev, futur vice-champion olympique. En repêchage, il s'incline de nouveau, face à Daulet Niyazbekov. Adama Diatta met un terme à sa carrière à l'issue de ce tournoi.
| Athlète      | Compétition  | Huitièmes de finale | Repêchage              | Quarts de finale    | Demi-finales        | Finale              | Finale |
| Athlète      | Compétition  | Adversaire Résultat | Adversaire Résultat    | Adversaire Résultat | Adversaire Résultat | Adversaire Résultat | Rang   |
| ------------ | ------------ | ------------------- | ---------------------- | ------------------- | ------------------- | ------------------- | ------ |
| Adama Diatta | 65 kg hommes | Əliyev Défaite 0-3  | Niyazbekov Défaite 0-4 | Non qualifié        | Non qualifié        | Non qualifié        | 16e    |

### Natation
Steven Aimable et Jeanne Boutbien sont retenus par le CNOSS pour représenter le Sénégal en natation, au titre de l'universalité. Ils sont tous les deux éliminés en séries, respectivement au 100 m papillon et au 100 m nage libre.
| Athlète         | Épreuve                  | Séries  | Séries | Demi-finales | Demi-finales | Finale   | Finale   |
| Athlète         | Épreuve                  | Temps   | Rang   | Temps        | Rang         | Temps    | Rang     |
| --------------- | ------------------------ | ------- | ------ | ------------ | ------------ | -------- | -------- |
| Steven Aimable  | 100 m papillon masculin  | 53 s 64 | 49e    | Éliminé      | Éliminé      | Éliminé  | Éliminé  |
| Jeanne Boutbien | 100 m nage libre féminin | 59 s 27 | 46e    | Éliminée     | Éliminée     | Éliminée | Éliminée |

### Tennis de table
Le pongiste Ibrahima Diaw se qualifie au cours du tournoi de qualification olympique africain organisé à Tunis en février 2020.
Il est éliminé au premier tour par le singapourien Clarence Chew, quatre manches à deux (4-11, 11-4, 3-11, 11-13, 11-3, 10-12).
| Athlète(s)    | Compétition      | Tour préliminaire | 1er tour         | 2e tour          | 3e tour          | 4e tour          | Quarts de finale | Demi-finales     | Finale           | Finale  |
| Athlète(s)    | Compétition      | Adversaire Score  | Adversaire Score | Adversaire Score | Adversaire Score | Adversaire Score | Adversaire Score | Adversaire Score | Adversaire Score | Rang    |
| ------------- | ---------------- | ----------------- | ---------------- | ---------------- | ---------------- | ---------------- | ---------------- | ---------------- | ---------------- | ------- |
| Ibrahima Diaw | Simple messieurs | Exempté           | Chew Défaite 2-4 | Éliminé          | Éliminé          | Éliminé          | Éliminé          | Éliminé          | Éliminé          | Éliminé |

### Tir
| Athlète      | Compétition | Qualification | Qualification | Finale   | Finale   |
| Athlète      | Compétition | Points        | Rang          | Points   | Rang     |
| ------------ | ----------- | ------------- | ------------- | -------- | -------- |
| Chiara Costa | Skeet,      | 108           | 28e           | Éliminée | Éliminée |